# STU48の出演一覧
STU48の出演一覧（エスティーユーフォーティーエイトのしゅつえんいちらん）は、アイドルグループSTU48が主催・客演するイベントへの出演およびSTU48のメディア出演の一覧記事である。

## テレビ
現在のレギュラー番組
- とく6徳島（2019年5月16日 - 、NHK総合・徳島放送局） - 木曜「STU48防災航路」[1]
- STU発⇒東京（2019年10月31日 - 、BSフジ）[2]
- SETOUCHI ISLAND（2019年11月4日 - 、BSフジ）[2]
- STU48のくらコン（2020年4月29日 - 、テレビ新広島）[3] 毎月最終火曜深夜

過去のレギュラー番組
- テレビ派（広島テレビ）
  - （2017年7月7日 - 2021年3月27日）「虹色せとりっぷ」コーナーレギュラー[注 1]
  - （2021年3月30日 - 10月19日）火曜コーナー「教えて せとうちマエストロ」[6][7]
- STU48のSU!（2017年5月23日 - 7月18日、テレビ新広島） - 石田千・今村・甲斐・新谷・瀧野・田中・土路生・峯吉・矢野[注 2][8]
- AKB48 SHOW!（2017年6月10日 - 2019年3月24日 不定期出演、NHK BSプレミアム）[9]
- tss みんなのテレビ「カープっ娘TV2」（2017年8月2日 - 2018年3月29日、テレビ新広島） - 今村・矢野[10]
- STU48のみんなでチーム3R 広島の環境を守ろう（2017年10月1日 - 22日・11月18日、広島テレビ） - 石田千・土路生・峯吉[11]
- せとチャレ!STU48（2017年10月8日 - 2024年3月29日、広島ホームテレビ） - 沖、甲斐、信濃、瀧野（MC）※交代制＋ゲストMC[12]
- STU48のがんばりまSU!（2017年11月1日 - 2020年4月1日、テレビ新広島）[13][14]
- AKBINGO!（2018年1月10日 - 2019年9月25日 不定期出演、日本テレビ）[15]
- STU48のセトビンゴ!（2018年1月16日 - 3月27日、日本テレビ）[16]
- STU48 イ申テレビ（2018年1月21日 - 2025年2月27日、ファミリー劇場）[17]
- STU48のせとライク（2018年4月11日 - 2019年9月25日、岡山放送）[18]
- STU48 瀬戸7のよ〜いDON!!!!!!!（2018年11月25日 - 2019年3月31日、テレビ新広島） - 瀬戸7[19]
- TSSプライムフライデー（2018年4月6日 - 2020年6月26日、テレビ新広島） - 「STU48のおでかけ♪天気予報」、今村・矢野（隔週交代）[20]
- STU↗でんつ!（2018年4月7日 - 2022年10月1日、広島テレビ）[21][22]
- 熱血テレビ - 月1コーナー
  - STU48のぶち山口!みーつけた（2019年4月19日 - 2022年11月、山口放送）[23]
  - STU48やまぐち旅（2022年11月 - 2023年3月22日、山口放送）[要出典]
- KSBスーパーJチャンネル（2019年7月1日 - 10月22日、KSB瀬戸内海放送） - 「STU48が瀬戸内海に潜る」[24]
- ひるまえ直送便（2021年4月22日 - 、NHK総合・広島放送局） - 第3木曜「SDGsはじめました」、今村・高雄[25]
- STU48のSTUでぃダンス（2023年11月23日 - 2024年2月8日、ダンスチャンネル）[26]

## 特別番組
- 出航！STU48 ～瀬戸内の少女たちの挑戦～（2017年5月27日、広島テレビ・KRY山口放送・JRT四国放送・RNC西日本放送・RNB南海放送）[27]
- テレ東音楽祭2017（2017年6月28日、テレビ東京）[28]
- 夏の推し麺2017〜麺グルメ総選挙 中四国エリア編（2017年7月17日、中国放送[注 3]） - 今村・黒岩・佐野・塩井・張・兵頭・福田・藤原・峯吉・森[29]
- いのちのうた2017（2017年8月9日[注 4]、8月18日[注 5]、NHK総合）[31]
- わざわざ行きたい!! 山本耕史の瀬戸の島旅（2017年11月25日、テレビ朝日系列中四国ブロック、制作：広島ホームテレビ） - 土路生・薮下[32]
- STU48裏ストーリー アイドル誕生の軌跡（2017年12月26日、TBSテレビ / 完全版：2018年1月26日、TBSチャンネル1）[33]
- CDTVスペシャル! 年越しプレミアライブ 2017→2018（2017年12月31日 - 2018年1月1日、TBSテレビ）[34]
- 発見!やまぐち「このまちに愛たい」（前編：2018年1月1日 - 15日・後編：1月16日 - 31日、山口ケーブルテレビ） - 岩田・瀧野[35]
- STU48×千鳥 瀬戸内少女応援団（2018年1月29日、関西テレビ[注 6]） - 石田千・石田み・今村・田中・張・藤原・峯吉・森・薮下[36]
  - Season2（2019年3月4日[注 6]） - 石田千・石田み・岩田・甲斐・門脇・瀧野・福田・薮下・沖[37]
- テレビ派SP〜カープとともにがんばろう!広島〜（2018年8月8日、広島テレビ） - 今村・瀧野
- もっと四国音楽祭2018（2018年10月5日、四国地方限定 NHK総合・BSプレミアム）[38]
  - もっと四国音楽祭2019（2019年10月18日）[39]
- 元就。ひろしまフードフェスティバルの陣〜平成最後の秋祭り!すたこらクイズ開幕!の巻〜（2018年10月27日、中国放送） - 瀧野・矢野[40]
- STU48の数に限りがございます!（中国放送）
  - STU48の数に限りがございます!〜瀬戸内の職人とコラボ商品つくっちゃいましたSP〜（2018年10月28日） - 石田千・今村・大谷・榊・瀧野・田中・土路生・中村・福田[41][42]
  - STU48の数に限りがございます!2 〜今回も売り切れごめん!世界に一つだけのコラボSP〜（2019年9月1日） - 森下・藤原・中村・大谷・瀧野・田中・甲斐・今村・磯貝[43]
- STU48 ふるさと宣伝LABO（山口放送）
  - 日本インドネシア国交樹立60周年（2018年12月29日） - 土路生・岩田・石田千・石田み・門田・田中[44]
  - 第2弾（2019年9月28日）　- 石田千・瀧野
- 第60回輝く!日本レコード大賞（2018年12月30日、TBSテレビ・ラジオ）[45]
- 和牛の広島一周ギュギュッと旅（2019年3月23日、テレビ新広島） - 土路生・矢野[46]
- トンネルでGO! STUが行きます。休山新道（2019年3月23日、RCCテレビ） - 石田千・瀧野[47]
- 千鳥もビックリ!!イマドキ遍路はじめませんか？（2019年6月9日、山陽放送） - 石田み・田中・三島[48]
- 音楽の日 2019（2019年7月14日、TBSテレビ）[49]
- 24時間テレビ42「愛は地球を救う」（2019年8月25日、KRY山口放送） - 岩田・瀧野・田中皓[50]
- STU48×バリシップ2019 みらいへの出航（2019年8月28日、あいテレビ） - 中村・福田[51]
- KSB開局50周年記念特別企画 ゲツナナ「STU48瀬戸内海に潜る。」（2019年11月18日、KSB瀬戸内海放送）[24]
- STU48×アインシュタイン 瀬戸内少女応援団（2020年3月22日 関西テレビ）[52]
- STU48のおもてなしせとうち〜STUエイトちゃんでGO！〜（2020年9月26日、テレ朝チャンネル1）[53]
- 瀬戸内いい旅・うた気分 STU48が瀬戸内の絶景で歌ってみた!（2021年3月18日、TOKYO MX） - 石田千・岩田・沖・門脇・高雄・瀧野・宗雪・薮下[54][55]
  - 瀬戸内いい旅うた気分2（2022年2月21日、TOKYO MX） - 石田み・信濃・高雄・瀧野・中村・宗雪・吉田・渡辺[56]
- れいわのへいわソング2021（2021年8月10日、NHK総合）[57]
- テレ東音楽祭2022冬〜思わず歌いたくなる！最強ヒットソング100連発〜（2022年11月23日、テレビ東京）[58]
- ベストアーティスト2022（2022年12月3日、日本テレビ）[59]

## ネット配信
- STU48が行く 江田島発見ジャーニー（2017年10月22日 - 12月24日、広島ホームテレビ『ぽるぽるLIVE』） - 石田千・石田み・今村[60]
- STU48のLINE LIVEもがんばりまSU!（2017年12月12日 - 、LINE LIVE）[61]
- STU48の7ならべpresents STU48 の7ちゃん!（2018年2月26日・5月25日・8月31日・12月18日、SHOWROOM） - メンバー4名+MC[62]
- STU48の行ってきまSU!（2018年10月29日 - 、ポケットTSS） - Charming Trip[63]
- STU48石田千穂のはたらく石田千穂（2020年3月13日 - 4月3日、Hulu） - 石田千・薮下・沖・中村[64]
- 一緒にステイホーム!STU48とおうちde オンライン飲み会!（2020年5月9日、TSS公式YouTubeチャンネル「ここからっ！TSS CHANNEL」） - 石田み・今村・小島・高雄・田中皓・矢野[65]
- READPIA（2021年4月27日 - 、ニコニコ「READPIAチャンネル」） - 石田み・沖・門脇・小島・高雄・立仙[66]
- モデルプレスカウントダウン（2021年11月26日 - 、ABEMA） - 石田千・信濃
- STU48の1億人にバズれんの?（2023年12月28日 - 2024年4月25日、ABEMA） - 3期生[67]
- STU48 美活動部 はじめました!（2025年4月28日 - 、TVer） - STU48美活動部メンバー（内海・岡村・尾崎・迫・信濃・曽川・福田・吉田）[68]

## ラジオ
現在のレギュラー番組
- STU48のちりめんパーティー（2017年7月8日 - 、中国放送） - メンバー2〜3名[69]
- あわ☆メロR（2018年4月23日 - 、NHK徳島 ラジオ第1放送） - 「STU通信」、谷口（かつては三島も出演）[70]
- ひろしま コイらじ（2020年4月 - 、NHK広島 ラジオ第1放送） - 月曜日レギュラー、久留島優果・岡村梨央・諸葛望愛（月替わり）、水曜日レギュラー、岡田あずみ、木曜日レギュラー、信濃宙花・川又優菜・尾崎世里花・工藤理子（月替わり）[71]
- STU48のすだちでキュン（2021年3月29日 - 、四国放送） - 谷口
- キャッチ!（2024年5月15日 - 、FM滋賀） - 毎月第3水曜日 3期研究生が2名ずつ月替わり出演
- STU48の保健室ラジオ（2024年2月4日 - 、広島FM） - 谷口（MC）+ゲストメンバー[72]
- チチヤスチー坊 Presents STU48 ちょっと･･･いいですか?（2025年2月3日 - 7月28日、TBSラジオ / 2月8日 - 8月2日 (予定) 、RCCラジオ） - STU48美活動部メンバー（内海・岡村・尾崎・迫・信濃・曽川・福田・吉田）[注 7][73]
- ごきげんchu～（2025年4月4日 - 、FMちゅーピー） - 金曜レギュラー・池田（STUDIO）[74]

過去のレギュラー番組
- AKB48のオールナイトニッポン（2017年9月21日 - 2019年2月21日 不定期出演、ニッポン放送）
- STU48の瀬戸内の胸の内（2017年11月4日 - 2020年9月26日、Kiss FM KOBE） - 近畿出身メンバー2名[75][76]
- イブニングストリーム（2018年11月6日 - 2025年3月、FMちゅーピー） - 火曜アシスタントMC・池田（STUDIO）[77]
- 萩原工業presents ハミダセ!アミダセ!STU48（2019年4月6日 - 2020年9月26日、FM岡山） - 沖+メンバー1名[78]
- STU48の瀬戸胸（2020年10月1日 - 2022年4月28日、Kiss FM KOBE） - 小島、石田み、信濃（過去には薮下・門脇・南・田村も出演）
- STU48のもしもし?（2020年10月7日 - 2021年12月1日、FM岡山） - 沖[79]
- STU48のあり！あり！Ario!!（2021年12月2日 - 2022年11月1日 、FM岡山） - メンバー2名
- 下埜正太のショータイムレディオ（2019年5月3日 - 2021年9月24日、朝日放送ラジオ） - 金曜「STU48 せとうちタイムレディオ」、課外活動ユニットメンバー（週替わり）[80]
- STU48 沖侑果のあしたは金曜 supported by 玉野競輪（2021年12月2日 - 2023年11月30日、FM岡山） - 沖（DJ）+メンバー1名（月替わり）[81]
- キャッチ!（2023年4月19日 - 2024年4月17日、FM滋賀） - 毎月第3水曜日 岡田・岡村・久留島・諸葛の順で月替わり出演
- オレたちゴチャ・まぜっ!〜集まれヤンヤン〜（MBSラジオ）
  - 第14期（2022年4月24日 - 2023年4月16日） - 甲斐
  - 第15期（2023年4月23日 - 2024年4月14日） - 吉田[82]
- イマドキッ ドゥフドゥフ90分 パート1（2023年5月30日 - 10月10日、MBSラジオ） - 甲斐[83]
- イマドキッ ドゥフドゥフナイトパート1（2023年10月17日 - 2024年6月4日、MBSラジオ） - 甲斐

### 特別番組
- ドッキドキの夏が来た!STU48のちりめんサマーパーティー（2024年7月15日、RCCラジオ） - 岡田あ・池田・工藤・久留島・中村・福田[84]

## インターネットラジオ
- TS ONE UNITED「STU48の瀬戸内ユナイテッド」（2018年3月1日 - 3月29日、TS ONE）[85][86]
- STU48の瀬戸内ラジオ（2019年8月14日 - 9月4日、JFN PARK）[87]

## アニメ
- 海獣の子供（2019年6月7日、東宝映像事業部） - 大谷・門脇[88]
- サンタ・カンパニー~真夏のメリークリスマス~（2021年1月29日、オンライン公開） - 大谷・門脇[89]

## 映画
- 酒蔵のむすめ（2021年8月14日） - 今村・石田み：短編映画[90]
- カーリングの神様（2024年11月8日、ラビットハウス） -   原田・曽川・甲斐[91][92]

## 舞台
- 博多座開場20周年記念公演「仁義なき戦い〜彼女（おんな）たちの死闘編〜」（2019年11月、博多座） - 石田千・今村・岩田・岡田奈・沖・瀧野[93]
- SF朗読劇「静かな時の上のほう-Silent Times Upside-」（2021年8月21日、サンポートホール高松 大ホール） - 石田み・沖・門脇・小島・高雄・立仙[94]
- READPIA × STU48 オリジナル朗読劇「静かな時の上の方」（2022年3月5日 - 6日、ところざわサクラタウン ジャパンパビリオン ホールA） - 石田千・石田み・沖・小島・高雄・立仙[95]
- STU48 オリジナル朗読劇「炎夏の花」（2025年7月21日、エディオン紙屋町ホール / 7月25日、STU48東京劇場（Mixalive TOKYO Club mixa）） - 尾崎・信濃・高雄・原田[96]

## 店内放送
- STU48のもっとSTU!（2018年2月24日 - 、イオンモール岡山館内サイネージ haremachiTV）[97]

## イベント
- 2017ひろしまフラワーフェスティバル（2017年5月3日、広島平和記念公園内カーネーションステージ）[98]
- ロハスフェスタ広島2017（2017年5月27日、旧広島市民球場跡地） - 岩田・黒岩・榊・佐野・土路生・藤原・三島[99]
- HIROSHIMA RUNWAY real.2（2017年7月1日、NTTクレドホール） - 磯貝・市岡・今村・岩田・大谷・尾﨑・甲斐・榊・佐野・瀧野・田中・土路生・福田・藤原・矢野・薮下[100]
- Veryカープ!FanFun夏祭り!（2017年7月2日、エールエールA館地下広場） - 磯貝・今村・甲斐・矢野[101]
- 国土交通省「C to Seaプロジェクト」発足記念イベント（2017年7月27日、東京都）- 岩田・瀧野・藤原・薮下[102]
- 岡山トヨペット presents 岡山県下最大級音楽フェス『MUSIC TRIBE 2017』プレイベントinイオンモール岡山 Lugz&Jera×STU48 スペシャルトーク&ライブ（2017年8月8日、イオンモール岡山） - 岩田・瀧野・藤原・薮下[103]
- TAU 5周年記念・STU48トークショー（2017年8月10日、TAU 3階 イベントスペース） - 瀧野・土路生・矢野[104]
- 徳島市阿波おどり（2017年8月15日、徳島市 / イオンモール徳島） - 尾﨑・門田・黒岩・塩井・谷口・兵頭・三島[105][106]
- ひろしまライフスタイル博 2017（2017年8月26日、広島グリーンアリーナ） - 谷口・矢野[107]
- 第26回吉備高原「鬼伝祭」（2017年8月26日、吉備中央町・吉備高原都市センター区さんさん広場） - 菅原・張・藤原[108]
- KANSAI COLLECTION 2017 A/W（2017年8月30日、京セラドーム大阪） - 磯貝・瀧野[109]
  - STU48 SPECIAL OPENING LIVE supported by KAINO - 石田千・石田み・磯貝・市岡・今村・岩田・岡田・門脇・佐野・瀧野・田中・土路生・福田・藤原・森・薮下[110]
- 中国新聞ちゅーピーまつり2017（2017年9月30日、旧広島市民球場跡地） - 石田千・今村・大谷・尾﨑・甲斐・門田・門脇・榊・新谷・土路生・峯吉・矢野[111]
- 第13回 吉備高原フェスタ（2017年10月1日、吉備高原都市センター区 さんさん広場周辺 特設会場） - 榊・菅原・張・福田・藤原・森[112]
- お好み焼PRサポーター就任式（2017年10月10日、広島県庁）- 今村・瀧野・土路生[113]
- 尾道警察署 一日警察署長（2017年10月27日、尾道市） - 矢野[114]
- フェスティバル江田島2017（2017年11月19日、国立江田島青少年交流の家） - 石田千・石田み・今村[115]
- ひろしま さとやま未来博2017 クロージングイベント（2017年11月26日、旧市民球場跡地） - 石田千・石田み・今村・大谷・甲斐・森下[116]
- 2017ガス展（2017年11月26日、広島グリーンアリーナ） - 石田千・今村・森[117]
- Istyle presents TGC HIROSHIMA 2017 by TOKYO GIRLS COLLECTION（2017年12月9日、広島グリーンアリーナ） - 田中・藤原[118]
- 雪文字チャレンジ!〜雪だるまでカープ応援メッセージをつくろう〜（2017年12月16日、女鹿平温泉 めがひらスキー場 ファミリーゲレンデ） - 門田・矢野[119]
- えひめプロ・スポーツフェスタ in 大街道（2018年1月14日、大街道内特設メインステージ・松山三越屋上フットサルパーク） - 石田千・石田み・今村・大谷・甲斐・森下[120]
- ジャパンインターナショナルボートショー2018（2018年3月9日、パシフィコ横浜） - 福田・藤原・矢野[121]
- せとうち旅グセ。 フェスタ（2018年3月24日、旧広島市民球場跡地）[122]
- 瀬戸大橋開通30周年記念式典（2018年4月8日、E30瀬戸中央自動車道 与島パーキングエリア特設ステージ） - 榊・菅原・福田・藤原[123]
- Thanks SETO 30th Fes（2018年4月8日、E30瀬戸中央自動車道 与島パーキングエリア特設ステージ） - 門田・榊・菅原・谷口・土路生・中村・兵頭・福田・藤原・三島・溝口・森[123]
- 瀬戸大橋魅力再発見!フェスタ（2018年4月8日、児島ボートレース場駐車場） - 菅原・谷口・土路生・藤原・三島・溝口[123]
- 瀬戸大橋30th感謝祭（2018年4月8日、瀬戸大橋記念公園マリンドーム） - 門田・榊・中村・兵頭・福田・森[123]
- すだちくん森のシアターこけら落とし記念イベント（2018年4月29日、徳島県文化の森総合公園 すだちくん森のシアター） - 石田千・磯貝・今村・谷口・三島・森下[124][125]
- 第68回松山港まつり三津浜花火大会（2018年8月5日、三津浜港周辺） - 今村・門田・田中・土路生・兵頭・中村[126]
- がんばろう!広島 エキキタ 広テレ!GAME 広島東洋カープ×中日ドラゴンズ（2018年8月8日、MAZDA Zoom-Zoom スタジアム広島） - 石田千・石田み・磯貝・市岡・今村・岩田・甲斐・門脇・榊・新谷・瀧野・土路生・峯吉・福田・矢野・薮下[127]
- 第53回さぬき高松まつり（2018年8月14日、高松市立中央公園） - 門田・榊・菅原・兵頭・藤原・森[128]
- 阿波おどり（2018年8月15日、徳島県） - イオン連：榊・兵頭・藤原・三島・溝口、ローソン連：門田・菅原・谷口・森・矢野[129]
- Kiss FM KOBEプレゼンツスペシャルパフォーマンス@こうべ海の盆踊り特設ステージ（2018年8月18日、メリケンパーク） - 石田み・磯貝・門脇・土路生・薮下・信濃[130]
- やまぐち幕末ISHIN祭「ISHINロード」（2018年8月25日、山口市パークロード） - 榊・森下[131]
- 第25回「鉄道の日」中国地区記念イベント・鉄道トークショー（2018年10月8日、ゆめタウン廿日市店） - 甲斐・瀧野[132]
- 県立広島大学学園祭「第14回紫苑祭」（2018年10月8日、県立広島大学 広島キャンパス） - 今村・磯貝・大谷・門脇・菅原・峯吉[133]
- 韓日文化キャラバンin山口（2018年10月13日、山口市民会館） - 岩田・今村・森下・薮下・沖・中村[134]
- 法政大学 学園祭「多摩祭2018」（2018年10月20日、法政大学 多摩キャンパス A棟ホール） - 石田千・石田み・磯貝・市岡・今村・岩田・甲斐・榊・新谷・瀧野・田中・土路生・福田・薮下・沖・中村[135]
- ひろしまフードフェスティバル2018「RCCラジオ“STU48のちりめんパーティー”STU48ミニライブ」（2018年10月28日、広島城広場 広島城ステージ） - 磯貝・今村・大谷・門脇・菅原・峯吉[136]
- haremachi Chistmas 2018イルミネーション点灯式（2018年11月3日、イオンモール岡山1F 未来スクエア） - 今村・岩田・門脇・藤原・土路生・中村[137]
- JFE西日本フェスタinくらしき（2018年11月3日、JFEスチール西日本製鉄所構内） - 石田千・市岡・菅原・薮下・沖・溝口[138]
- 第38回ひろしま国際平和マラソン（2018年11月3日、コカ・コーラ ボトラーズジャパン広島スタジアム） - 甲斐・瀧野・森下[139]
- ジ アウトレット広島 クリスマスイルミネーション点灯式（2018年11月6日、ジ アウトレット広島 2Fアウトレットフロア噴水前） - 石田千・大谷・甲斐・菅原・峯吉・由良[140]
- 宮島水族館「ありがとう！入館者400万人達成記念イベント」（2018年11月8日、宮島水族館） - 今村・菅原[141]
- 私たちが見てきました“元気な中国地方の観光地”シンポジウム（2018年11月9日、倉敷市立美術館講堂） - 石田千・石田み[142]
- 渋谷 de 阿波おどり（2018年11月10日、渋谷マークシティ4階）- 三島・矢野[143]
- 萩時代まつり「萩時代パレード」（2018年11月11日、萩市江向） - 大谷・森下[144]
- ドキュメンタリー映画「アイドル」舞台挨拶（2018年11月11日、イオンシネマ岡山） - 福田[145]
- 松前町産業まつり「たわわ祭」（2018年11月11日、まさき村店舗前駐車場〈エミフルMASAKI敷地内〉） - 勝手に!四国観光大使（門田・榊・谷口・兵頭・福田・中村）[146]
- ふくやま港まつり2018（2018年11月11日、福山港国際コンテナターミナル） - 磯貝・土路生[147]
- 松山大街道自転車一本橋大会のトークショー（2018年11月11日、松山商店街 大街道1） - 今村・甲斐・門田[148]
- まるごとHIROSHIMA博 2018 〜ひろしまファミリーパーク〜（2018年11月17日、二子玉川ライズ 中央広場、〈iTSCOM STUDIO & HALL 二子玉川ライズ〉） - 石田千・石田み[149]
- グリアリフェス（2018年12月9日、広島県立総合体育館　広島グリーンアリーナ） - 甲斐・瀧野・藤原・三島・森下・信濃[150]
- まるごと徳島Day（2019年1月14日、大阪府立国際会議場5階） - 榊・谷口[151]
- 第33回 のむら軽トラ市（2019年1月19日、西予市乙亥会館前広場） - 門田・榊・谷口・兵頭・三島・峯吉[152]
- ジャパンアミューズメントエキスポ 2019（2019年1月26日、幕張メッセ国際展示場 第2・3ホール） - 岩田・新谷・瀧野[153]
- ぶちぶちシソンヌコントライブ（2019年2月1日、YMCA国際文化ホール） - 藤原+1名[154]
- 2019 ひろしまフードスタジアム冬の陣（2019年2月2日、旧市民球場跡地 特設ステージ） - 石田千・藤原・峯吉[155]
- せとうち旅グセ。フェスタ2019（2019年3月23日、旧広島市民球場跡地） - 石田み・市岡・今村・門田・榊・藤原・三島・森下[156]
- 第76回 尾道みなと祭（2019年4月27日、尾道駅前芝生広場 特設ステージ）[157]
- 2019ひろしまフラワーフェスティバル（2019年5月4日、平和記念公園内メインステージ）[158]
- 広島ホームテレビプレ50周年開局イベント[159]
- 全国年明けうどん大会2019inさぬき（2019年12月7日、サンメッセ香川） - 榊・谷口・中村・兵頭・福田・森[160]
- 第30回 マイナビ 東京ガールズコレクション 2020 SPRING/SUMMER（2020年2月29日、国立代々木競技場第一体育館） - 岩田・瀧野・福田[161]
- 第45回（2022）ひろしまフラワーフェスティバル（2022年5月4日、平和記念公園内メインステージ）〈出演辞退〉[162]
- 日清チキンラーメン65周年バースデースペシャル STU48のちきめんパーティー公開収録（2023年8月27日、ゆめタウン廿日市）

## CM・広告
- ハレウッド俳優オーディション（2017年6月19日、岡山県） - デモ動画（菅原・張・藤原）[163]
- ひろしまライフスタイル博 2017（2017年8月、中国放送） - ポスター（谷口・矢野）[107]
- ローソン
  - ローソン×STU48 瀬戸内応援プロジェクト（2017年8月1日 - 9月18日） - 中四国エリア限定[164]
  - ローソン×STU48 セトウチのクリスマスキャンペーン（2017年12月5日 - 12月18日） - 中四国エリア限定（市岡・今村・磯貝・瀧野）[165]
  - ローソン×STU48 メジャーデビューだ!キャンペーン（2018年1月30日 - 2月12日） - 中四国エリア限定（磯貝・市岡・今村・岩田・瀧野・薮下）[166]
  - ローソン STU48まつり キャンペーン（2018年5月22日 - 6月4日） - 磯貝・岩田・新谷・田中・峯吉[167]
  - ローソン STU48まつり キャンペーン第2弾（2018年6月26日 - 7月9日） - 石田千・石田み・門脇・瀧野[168]
  - ローソン STU48まつり キャンペーン第3弾（2018年11月20日 - 12月3日） - 石田千・市岡・大谷・薮下[169]
  - ローソン STU48まつり キャンペーン 第4弾[170]
- 2017年広島県知事選挙 「どうして選挙に行くんだろう？」（2017年10月26日 - 11月12日、広島県選挙管理委員会） - ナビゲーター、石田み・門田・瀧野・田中・土路生・藤原・矢野[171][172]
  - 「模擬投票を体験してみました」篇（2017年10月26日 - ）
  - 「STU48の声（前日）」篇（2017年11月11日）[173]
  - 「STU48の声（当日）」篇（2017年11月12日）[174]
- STU48 はじめてのクリスマス in イオンモール（2017年11月17日 - 12月25日、イオンモール）[注 8]
- STU48の7ならべ（2017年12月26日 - 、レッドクイーン）[176]
- 「STU48の“ゆめ”」応援ポスター（2018年2月10日 - 、イズミ） - 門脇・榊・新谷・瀧野・張・三島[注 9]
- “瀬戸旅”ご招待キャンペーン〜瀬戸内を味わう7つの旅〜（2018年3月16日 - 4月22日、イオンモール / せとうちDMO） - 瀧野・土路生・福田・藤原[178]
- カレーハウスCoCo壱番屋×STU48コラボキャンペーン「やっぱり瀬戸内だね!キャンペーン」（2018年3月16日 - 5月6日、壱番屋） - 瀬戸内エリア限定（石田千・磯貝・市岡・今村・岩田・門脇・瀧野・土路生・福田・薮下）[179]
  - ココイチ×STU48「STU48の瀬戸内めぐり旅」（2018年3月9日 - 4月19日） - YouTube配信（門田・菅原、榊・張、甲斐・矢野）[179]
- 中国電力×STU48「ぐっとずっと。地域応援プロジェクト」（2018年3月27日 - 2019年3月31日、中国電力）[180][181]
  - 『STU48「地域応援プロジェクト」スタート』篇（2018年4月1日 - ） - 石田千・磯貝・今村・岩田・瀧野・土路生・藤原・薮下[182]
  - あなたの夢お手伝いします!キャンペーン「町を元気に」篇・「町を応援」篇（2018年7月2日 - ） - 岩田・瀧野・土路生[183]
  - 冬もあなたをお手伝い!（2018年11月10日 - ） - 石田千・磯貝・瀧野[184]
  - 地域を盛り上げよう課（2019年4月1日 - ） - 石田千・今村・岩田・瀧野・藤原・沖[185]
- クリーム玄米ブラン「CGB41」篇（2018年4月14日 - 、アサヒグループ食品） - CGB41[186]
- 萩原工業「ハミダセ・アミダセ篇」「グローバル・ハミダセ篇」「開発・アミダセ篇」（2018年11月1日 - ） - 瀧野・沖[187]
- 西宇和みかん STU48クイズキャンペーン（2018年11月26日 - 12月9日、西宇和農業協同組合） - 門田・兵頭・中村[188]
- 伊予銀行「いよぎんではじめようキャンペーン」（2019年2月13日 - 5月31日） - 門田・福田・中村[189]
- 美・Style（2021年4月22日 - ） - 川又あ・田中美・吉田[190]
- STU48 交通安全広報動画 「止まらないと罰則」篇「自転車は車両」篇「大人も着用」篇「電動キックボードも車両」篇（2022年12月21日 - 、岡山県警察・岡山県交通安全協会） - 内海・沖[191]
- 広報動画 STU48の「今の私がしたいこと！」（2023年2月24日 - 、岡山県）- 内海・工藤・迫・宗雪[注 10][193]
- クラシエホームプロダクツ ナイーブ（2023年 - ） - PRアンバサダー（今村・甲斐・高雄・瀧野・福田）
  - WebCM「選べるナイーブ」篇（2023年3月31日 - ）[194]
- トニックシャンプー STU48 × サンスタートニック「スカッとス活キャンペーン」（2023年4月1日 - 7月31日、サンスター） - 沖・高雄・中村[195]
- 「ひとりの想いからでも　つながる」ＪＲ在来線利用促進キャンペーン（2023年10月15日 - 、岡山県県民生活部県民生活交通課） - 曽川[196][197]。
- 新鮮市場きむら（2024年6月1日 - ） - 福田・内海・石原[198]

## 各メンバーの出演

### 正規メンバー
谷口茉妃菜
- ラジオ
  - STU48のすだちでキュン（2021年3月29日 - 、四国放送）[199]
  - STU48の保健室ラジオ（2024年2月4日 - 、広島FM）[72]

峯吉愛梨沙
- ネット配信
  - 広島原宿化計画。（2019年4月21日 - 、HOMEぽるぽるTV）[200]

中村舞
- テレビドラマ
  - 何かおかしい（2022年7月5日第6話、テレビ東京） - 女子高生 役[201]

- 舞台
  - IDOLS～夢のシークエンス～（2023年8月25日 - 26日、品川インターシティホール） - 中村舞/星乃 役

池田裕楽
- 舞台
  - STRAYDOG Produce「幸せになるために」（2022年8月3日-7日、東京都「劇」小劇場 / 8月13日・14日、大阪HEP HALL）[202]

### 元メンバー
市岡愛弓
- ネット配信
  - 広島原宿化計画。（2018年11月11日 - 2019年5月19日、広島ホームテレビ ぽるぽる動画→HOMEぽるぽるTV）[203][204]

今村美月
- 舞台
  - 『FATALISM ≠ Another story』Presented by SEPT（2019年6月19日 - 6月23日、銀座博品館劇場） - 主演・雛菊 役[205]
  - SEPT ReAnimation『ARIARIUM(アリアリウム)』（2022年6月8日 - 6月12日、銀座博品館劇場） - 主演・HINA 役[206]
- 広報
  - 広島県議会議員一般選挙「ひろしま投票家族」（2019年3月29日 - 4月、広島県選挙管理委員会） - 姉・美月 役[207]

甲斐心愛
- テレビドラマ
  - 恋より好きじゃ、ダメですか?（2019年5月8日第4登板 - 9月21日、RCCテレビ） - 日向朱音 役[208][209]
  - 叫ばないと生きていけない（2022年1月9日 - 、RCCテレビ） - 木田真知子 役[210] 5分ミニドラマ、全9話[211]。TVerやIRAWなどで配信もしている[211]。
- テレビ番組
  - 高校野球広島大会特別番組『夏詩2019 〜令和に刻んだ新たな球譜〜』（2019年8月3日、広島ホームテレビ） - ナビゲーター（番組進行役）
- CM
  - 長崎ちゃんめん（2019年7月 - 、ジー・テイスト） - 長崎ちゃんめん 初代看板娘

門田桃奈
- 広報
  - 衆議院議員総選挙・県議会議員補欠選挙（2017年10月、愛媛県選挙管理委員会）[212]

矢野帆夏
- 特別番組
  - トップの特別メシ ―ついでに気になる話も教えて下さいSP―（2018年9月30日、テレビ大阪）[213]
- 広報
  - 江田島市広報大使（2019年9月30日 - 2022年9月23日）[214][215]

石田みなみ
- ラジオ
  - STU48石田みなみの虹色えんぴつ（2020年6月4日 - 8月、Kiss FM KOBE）[216]